# Sidemotor
Sidemotor is een historisch Zwitsers merk van motorfietsen.
De bedrijfsnaam was Motosport Co., Moutier, Suisse.
De Sidemotor was feitelijk een zijspancombinatie, maar de feitelijke functie van het zijspan was het dragen van de motor. De Zwitserse machinebouwer André Bechler (1883-1978) patenteerde al in 1917 en fiets met zijspan waarin een Motosacoche motor lag. Die motor dreef via een koppeling en een tweeversnellingsbak een extra as aan. Op deze as zat het aandrijftandwiel dat via een heel kort kettinkje het achterwiel van de fiets aandreef. Door het zware motorblok was de combinatie goed in balans en de motorfiets zelf had door het ontbreken van de motor een lage instap. 
Bechler had echter al in 1904 zijn eigen machinefabriek in Moutier opgezet, waar hij zich vooral specialiseerde in draaibanken en andere machines voor de Zwitserse uurwerkindustrie. Daardoor kwam zijn hobby in gemotoriseerde voertuigen op een zijspoor, maar in 1923 richtte hij de "Motosport Co." op en dat was een excuus om zich toch weer op de ontwikkeling van zijn bijzondere zijspancombinatie te richten. 
De eenvoudige fiets die hij aanvankelijk had gebruikt had nu een stevig, uit H-profiel opgebouwd frame gekregen, maar had nog steeds de lage instap. Het probleem was echter dat hij geen functioneel zijspan had doordat de motor alle ruimte innam. Bechler wist nog wel een bagagerek en zelfs zitplaatsen boven het motorblok te creëren en reed zelfs een demonstratie met vijf personen op de combinatie, maar comfortabel en veilig was het zeker niet. Uiteindelijk kwam er een versie met een bagagekist die over de achterkant van de motorfiets en het zijspan was gebouwd. De hele combinatie woog slechts 150 kg en had nu een 4pk-Motosacoche 500cc-V-twin. Het zijspan was opgebouwd uit een driehoeksconstructie van rechte, stalen buizen. 
Nog in 1923 presenteerde Bechler zijn bijzondere zijspancombinatie, tegelijk met een kleine auto, die echter nooit in productie kwam. Het werd echter geen succes en in 1925 werd ook de productie van de Sidemotor beëindigd. 
André Bechler richtte zich weer helemaal op zijn machinefabriek, die in 1974 werd overgenomen door Tornos. Zijn draaibanken en zijn motorfietsconstructies zijn te zien in het Musee du Tour Automatique et d'Histoire de Moutier.